# Cornelia Jakobs
Anna Cornelia Jakobsdotter Samuelsson, poklicno znana kot Cornelia Jakobs, švedska pevka in besedilopiska, * 9. marec 1992.
Javnosti je poznana po zastopanju Švedske na tekmovanju za pesem Evrovizije 2022 s pesmijo »Hold Me Closer«, s katero se je uvrstila v finale ter zasedla četrto mesto.

## Zgodnje življenje
Cornelia Jakobs se je rodila v Stockholmu v okrožju Nacka. Cornelia je hčerka Jakoba Samuela in Fie Lönnborn. Njena glasbena kariera se je začela s prijavo na avdicijo za Idol 2008. Zaradi posmehovanja sodnikov je bila deležna medijske pozornosti.

## Kariera
Svojo glasbeno pot je nadaljevala kot članica dekliške skupine Love Generation, ki je sodelovala na Melodifestivalenu 2011 in 2012.
Z Love Generation je leta 2011 izdala album »Dance Alone«.

## Melodifestivalen
Leta 2020 je napisala in zapela pesem »Weight of the World«, ki je postala uvodna špica za nordijsko serijo za Björnstad. Sodelovala je na Melodifestivalu 2021 in sicer kot besedilopiska za pesem »Best of Me« v izvedbi Efraima Lea.
Leta 2022 se je ponovno udeležila izbora Melodifestivalen 2022, vendar kot solo pevka s pesmijo »Hold Me Closer«, s katero je na koncu zmagala ter tako postala predstavnica Švedske na tekmovanju za pesem Evrovizije 2022 v Torinu. Nastopila je v drugem polfinalu in se uvrstila v finale, v katerem je končala na četrtem mestu.

## Diskografija

### Pesmi
- »Late Night Stories« (2018)
- »All the Gold« (2018)
- »You Love Me« (2018)
- »Animal Island« (2018)
- »Shy Love« (2018)
- »Locked Into You« (2018)
- »Hanging On« (2019)
- »Dream Away« (2020)
- »Weight of the World« (2020)
- »Hold Me Closer« (2022)
- »Fine« (2022)